# Sống nhờ (sinh thái học)

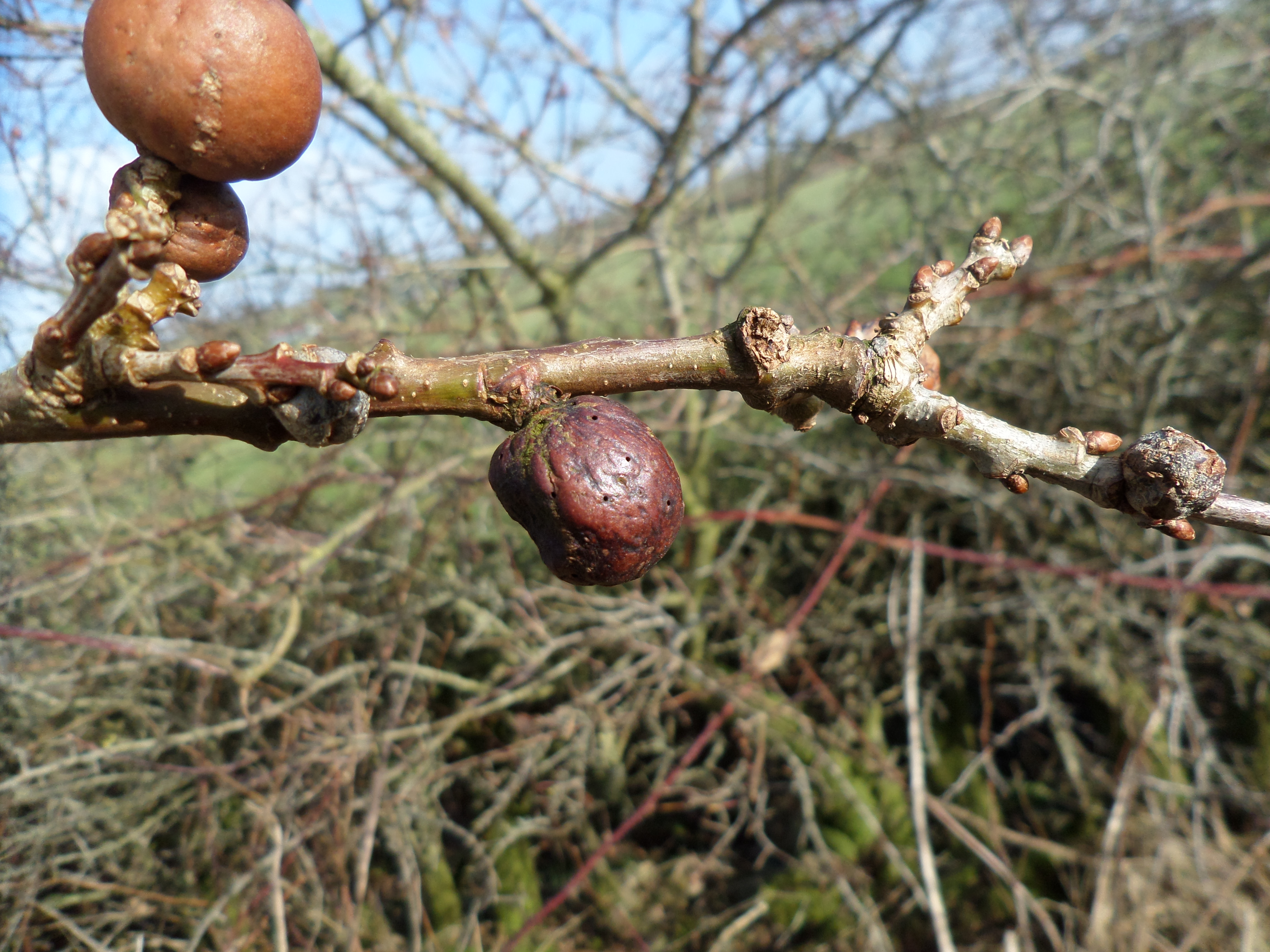
Tổ ong Andricus kollari trên cành cây sồi.

Sống nhờ là phương thức sống của một loài động vật cư trú ở trên hoặc trong cơ thể của một loài sinh vật khác, hoặc cư trú ở hang hay tổ của một loài động vật khác, nhưng không gây hại gì cho sinh vật mà nó sống nhờ. Thuật ngữ này dịch từ tiếng Anh inquiline, gốc từ tiếng Latinh inquilinus nghĩa là "người ở trọ" hoặc "kẻ thuê nhà".

## Khái niệm
Sống nhờ xảy ra giữa hai sinh vật khác loài với nhau, chẳng hạn:
- Giữa động vật với thực vật, như ong Andricus kollari làm tổ và sinh sống trên cây sồi (xem hình).
- Giữa động vật với động vật, như cá kim sống trong "bụng" hải sâm, khi đói thì ra ngoài kiếm ăn, xong thì lại về "nhà", không gây hại gì cho "chủ nhà" hải sâm, mà chủ nhà cũng chẳng được lợi gì.[4]
- Giữa thực vật với thực vật, như cây phong lan mọc nhờ trên thân cây gỗ.[5]

## Đặc điểm
Sống nhờ là một kiểu tương tác sinh học, trong đó sinh vật "ở trọ" được gọi là vật sống nhờ (inquilino), còn loài "chủ nhà" được gọi là vật chủ (hospedador).
Ở động vật, kiểu tương tác này là tập tính thường xuyên của loài động vật sống nhờ, nói cách khác: động vật sống nhờ thường chỉ "trọ" ở một loại "nhà", mà không hoặc rất ít khi "trọ" ở "nhà" là một loài sinh vật khác. Ví dụ: cá kim chỉ trọ trong "bụng" hải sâm. Còn loài cá ép (Echeneidae) có giác hút bám vào thân cá mập, không hại gì cho cá mập mà chỉ "đi ghé" và kiếm đồ ăn rơi vãi của cá mập, nhưng cũng có khi đi "ghé" rùa biển.
Trong sinh thái học ở một số quốc gia, có phân biệt:
- Khi vật sống nhờ là động vật, còn vật chủ là động vật hoặc thực vật, thì kiểu tương tác này gọi là sống nhờ. Ví dụ:

- Cá kim (pez aguja) sống trong cơ thể hải sâm, không gây hại gì, khi kiếm ăn thì bơi ra ngoài, xong lại chui vào "nhà". Ở ví dụ này, cá kim sống nhờ bên trong "bụng" của hải sâm, cả hai loài đều là động vật.
- Loài ong Andricus kollari làm tổ trên thân cây sồi. Ở ví dụ này, cây sồi (thực vật) là vật chủ cho ở nhờ.
- Khi cả hai loài đều là thực vật, hoặc đều là động vật, thì phương thức tương tác này gọi là hội sinh. Ví dụ: cây phong lan mọc bám trên thân một cây gỗ.[7]

## Đặc trưng
Kiểu tương tác sống nhờ cũng như hội sinh có ba đặc điểm cơ bản luôn đi kèm nhau:
- Đây là kiểu tương tác hỗ trợ (giúp đỡ nhau, chứ không cạnh tranh hay đối kháng nhau - theo cách nhìn nhận của con người) giữa hai loài sinh vật khác nhau.
- Kiểu tương tác này là không bắt buộc: giữa các loài tham gia tương tác không có ràng buộc chặt chẽ với nhau.
- Trong tương tác này, chỉ loài sống nhờ được hưởng lợi, còn loài vật chủ thì không bị hại, nhưng cũng không được hưởng lợi gì.

Tuy nhiên, trong thực tế rất khó phân biệt cụ thể. Chẳng hạn: trong một hang chuột có thể gặp nhiều loài côn trùng cùng ở "trọ" và ăn các mảnh vụn, nấm, rễ cây, v.v. ở trong hang đó. Ở tổ của các loài côn trùng xã hội, nhất là tổ kiến và tổ mối, thì chỉ một quần thể vật chủ thôi lại có thể hỗ trợ hàng chục quần thể các loài vật sống nhờ khác nhau; giữa các "khách trọ" có thể có hay không tương tác cạnh tranh hoặc đối địch là khó xác định.

## Chú ý
Sự phân biệt sống nhờ với ký sinh, cộng sinh hoặc với hội sinh là phức tạp. Muốn phân biệt được đúng, cần phải có nghiên cứu cụ thể, tinh vi và cần nhiều thời gian. Chẳng hạn: muỗi Wyeomyia smithii (muỗi cây nắp ấm) hoàn thành phần lớn vòng đời của nó bên trong cây nắp ấm Sarracenia purpurea. Khoảng cuối mùa xuân đến đầu mùa thu, muỗi cái đẻ trứng vào trong nước của "bình" cây này gọi là phytolema. Khoảng một tuần sau, trứng nở thành bọ gậy, ăn vi khuẩn, động vật nguyên sinh và chất hữu cơ thối rữa (thức ăn còn lại của cây ăn thịt này) trong nắp ấm của cây. Khoảng 20 ngày sau, bọ gậy biến đổi thành muỗi, bay ra ngoài sẵn sàng giao phối. Để xác định được như thế, đã cần phải nhiều công trình nghiên cứu.
Ngoài ra, việc xác định vật sống nhờ có gây hại gì hay không cho vật chủ cũng không dễ dàng và đơn giản.

## Một số hình ảnh về sống nhờ

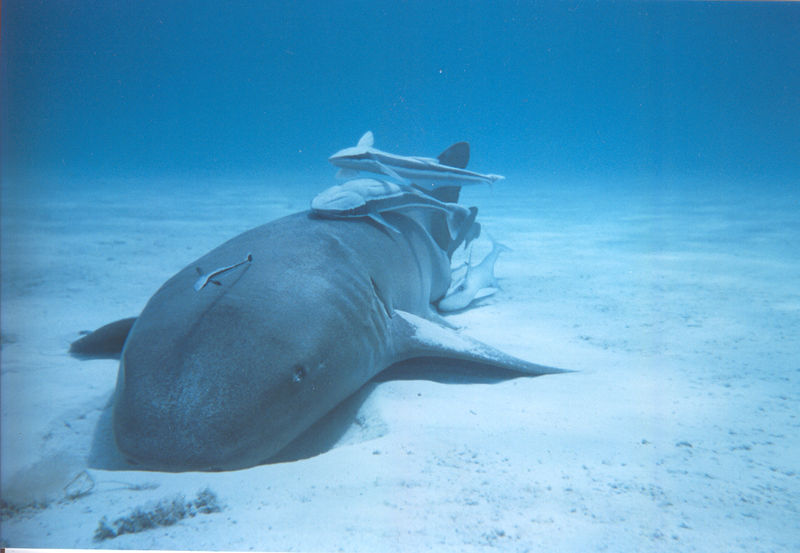
Cá ép bám trên lưng cá mập để đi nhờ và ăn đồ thừa. Cá ép không bắt buộc phải bám trên loài cá mập, mà còn có thể bám trên thân loài cá khác hoặc rùa biển.
- Chim sẻ xanh làm tổ trên cây. Gia đình chim có thể làm tổ trên một cây khác, thuộc loài khác.
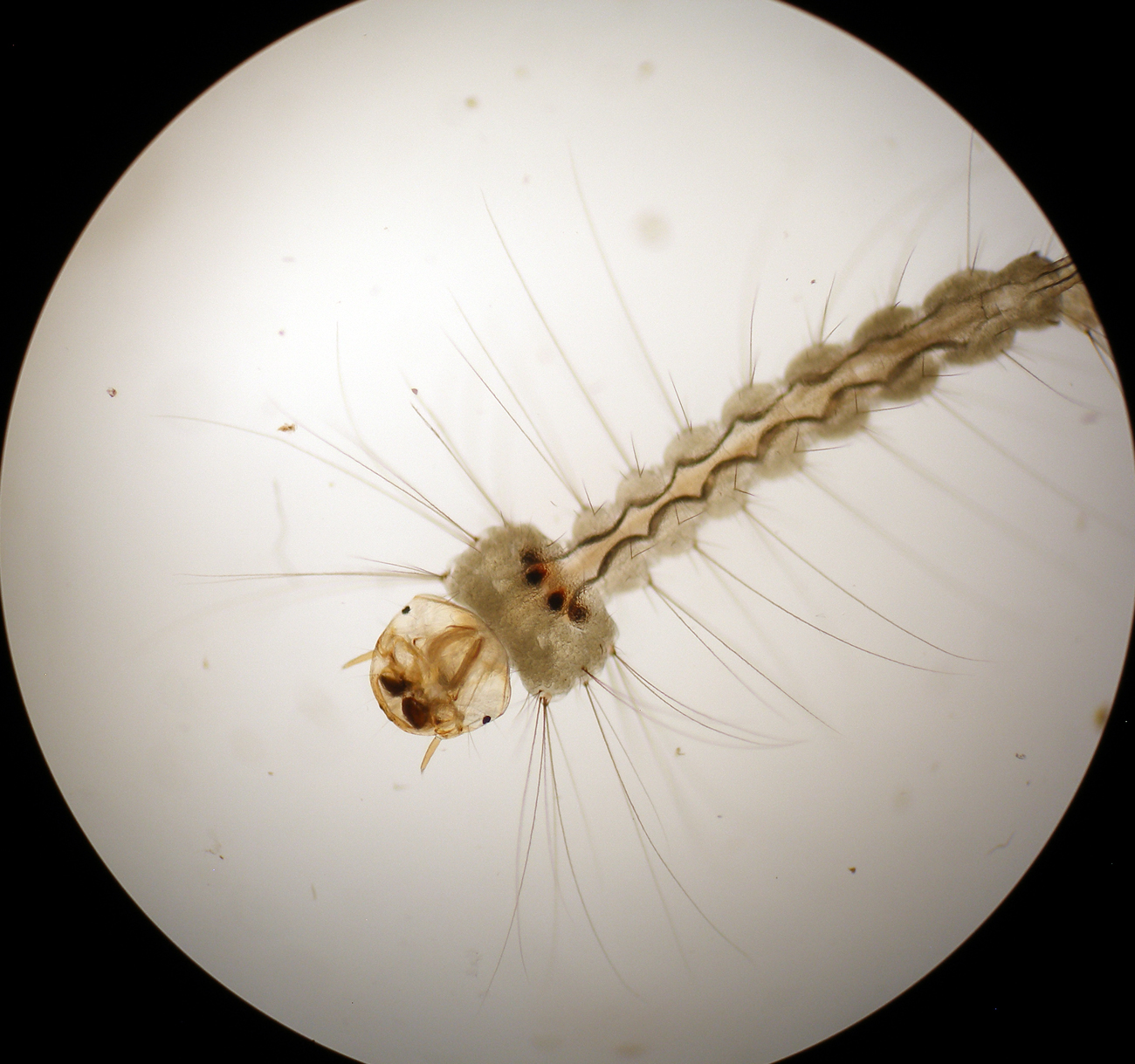
Ấu trùng muỗi cây nắp ấm sống nhờ trong cây Sarracenia purpurea.